# Flagge des Britischen Territoriums im Indischen Ozean

alte Version der Flagge

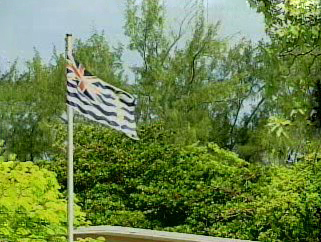
BIOT-Flagge auf Diego Garcia

Flagge der Chagossianer

Die Flagge des Britischen Territoriums im Indischen Ozean wurde am 8. November 1990 offiziell bestätigt.

## Beschreibung
Die Flagge des Territoriums ist eine der wenigen Flaggen der britischen Überseeterritorien, die nicht auf der blauen britischen Dienstflagge basiert.
Die Wellen in der Flagge symbolisieren den Indischen Ozean, die Palme stellt die tropische Inselwelt dar und die Krone sowie der Union Jack sind Ausdruck britischer Oberhoheit.
Die Flagge hat die für britische Flaggen üblichen Proportionen von 1:2.

## Verwendung
Offiziell wird die Flagge des Territoriums nur vom britischen Kommissar – welcher im britischen Außenministerium in London residiert – verwendet.